# Kroatische Fußballnationalmannschaft der Frauen
Die kroatische Fußballnationalmannschaft der Frauen repräsentiert Kroatien im internationalen Frauenfußball. Die Auswahl ist dem kroatischen Verband unterstellt.
Die kroatische Nationalmannschaft konnte sich bisher noch nie für ein großes Turnier qualifizieren. Im europäischen Vergleich gehört die kroatische Auswahl zu den schwächsten Mannschaften. Bei Einführung der FIFA-Weltrangliste für Frauen im Juli 2003 bis zum August 2005 stand Kroatien auf Platz 44, fiel dann bis auf Platz 51 im März 2007 um nach einem zwischenzeitlichen Platz 47 bis auf Platz 65 im November 2010 herunterzufallen. Derzeit (Dezember 2021) besetzt die Mannschaft Platz 59.
In der Qualifikation zur WM 2011 belegte Kroatien sieglos den letzten Platz in Gruppe 1.
In der Qualifikation zur EM 2013 trafen die Kroatinnen auf England, die Niederlande sowie die Nachbarn Slowenien und Serbien. Bereits nach fünf Spielen stand fest, dass sich die Kroatinnen nicht für die EM qualifizieren konnten, da nur beim 3:3 gegen Slowenien, das sich auch nicht qualifizieren konnte, ein Punkt erzielt wurde. Am Ende der Qualifikation belegten die Kroatinnen mit dem einen Remis und sieben Niederlagen den letzten Gruppenplatz.

## Turnierbilanz

### Weltmeisterschaft
| - 1991: nicht qualifiziert (Teil Jugoslawiens) - 1995: nicht qualifiziert - 1999: nicht qualifiziert - 2003: nicht qualifiziert - 2007: nicht qualifiziert | - 2011: nicht qualifiziert - 2015: nicht qualifiziert - 2019: nicht qualifiziert - 2023: nicht qualifiziert |

### Europameisterschaft

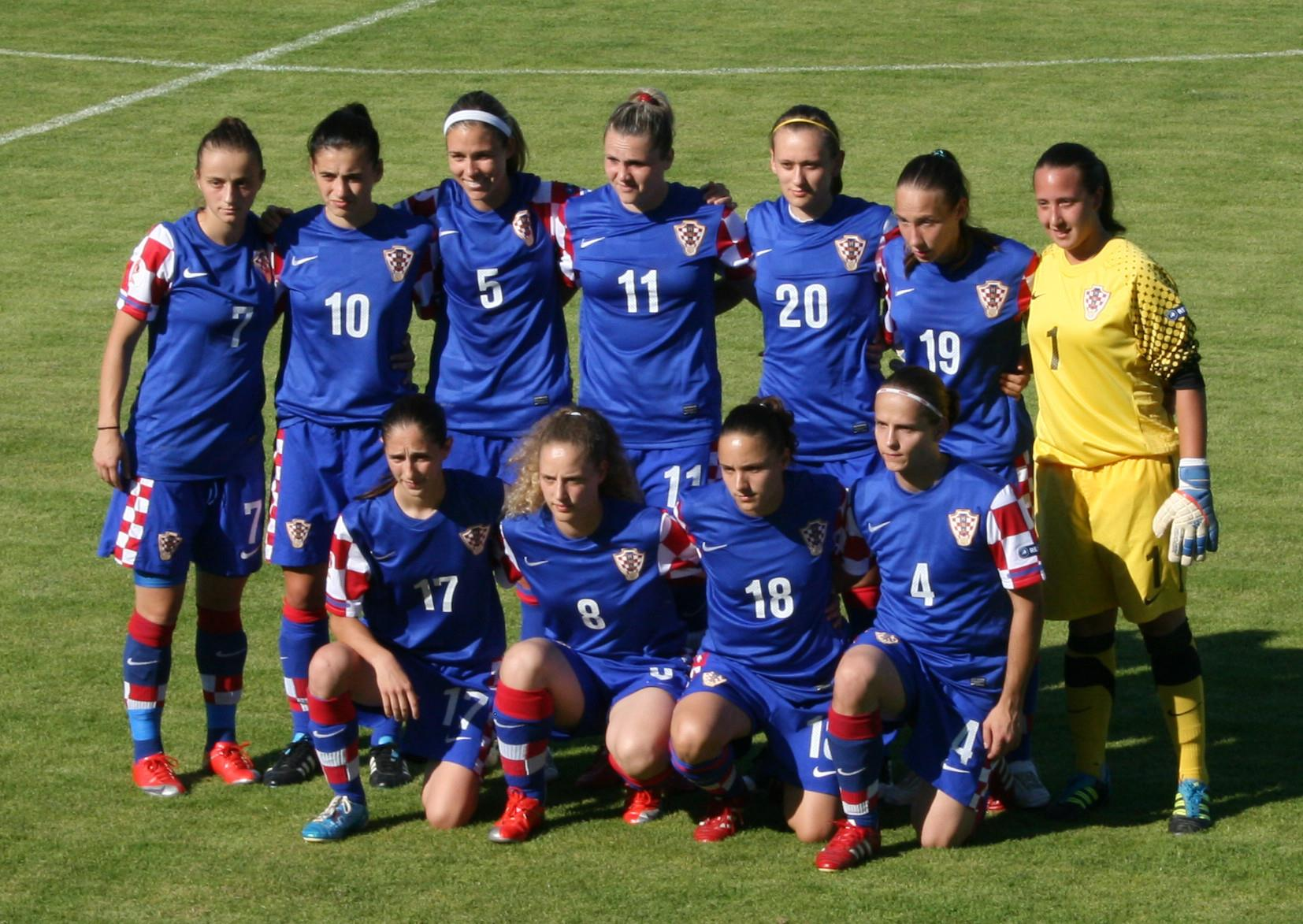
Die kroatische Nationalmannschaft 2012 vor dem EM-Qualifikationsspiel gegen Serbien

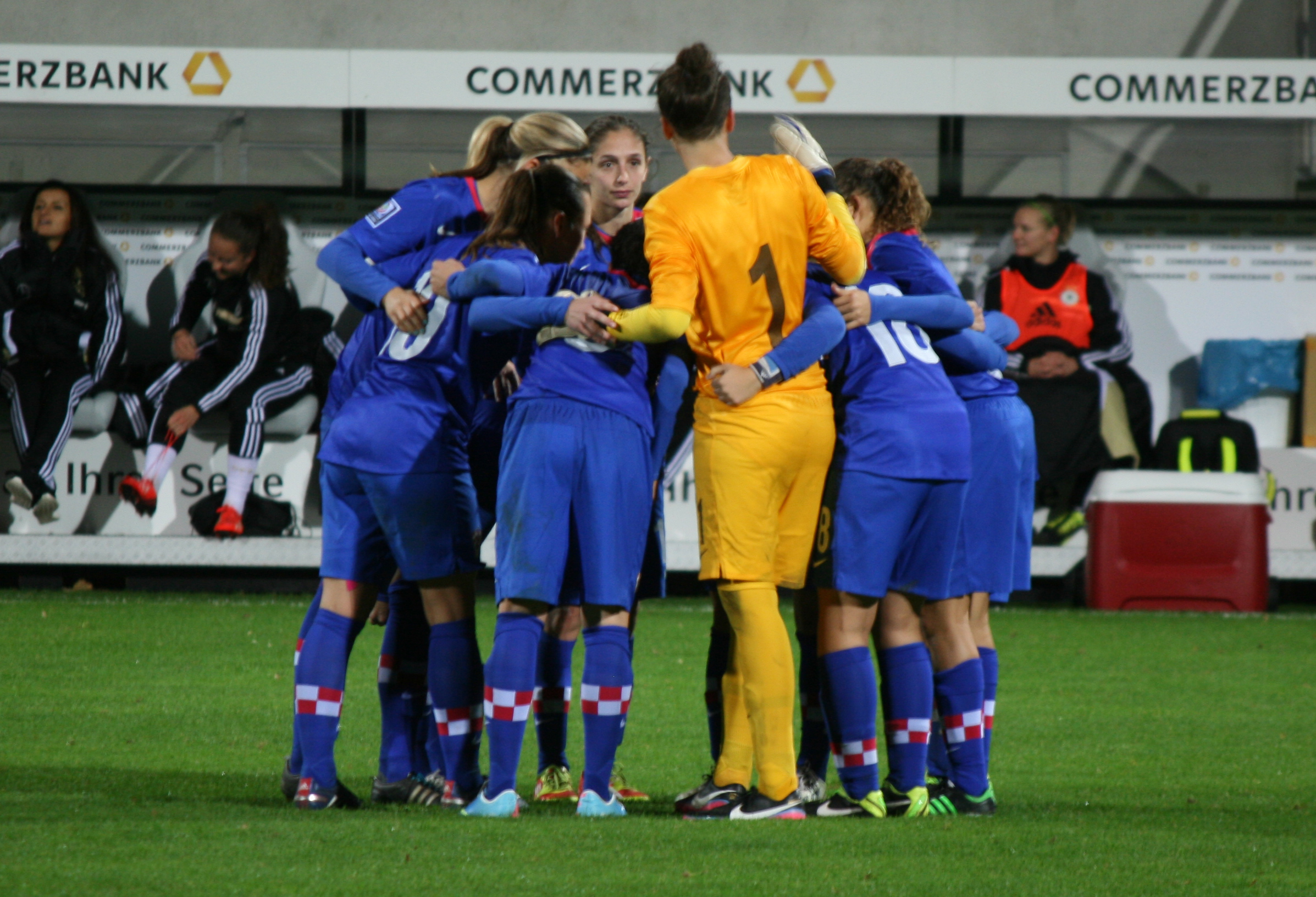
Die kroatische Nationalmannschaft während des WM-Qualifikationsspiels in Frankfurt gegen Deutschland am 30. Oktober 2013

| - 1984: nicht teilgenommen (Teil Jugoslawiens) - 1987: nicht teilgenommen (Teil Jugoslawiens) - 1989: nicht teilgenommen (Teil Jugoslawiens) - 1991: nicht teilgenommen (Teil Jugoslawiens) - 1993: nicht teilgenommen (1. Spiel erst nach Ende der Qualifikation) - 1995: nicht qualifiziert - 1997: nicht qualifiziert | - 2001: nicht qualifiziert - 2005: nicht qualifiziert - 2009: nicht qualifiziert - 2013: nicht qualifiziert - 2017: nicht qualifiziert - 2022: nicht qualifiziert - 2025: nicht qualifiziert |

### Olympische Spiele
Die Qualifikation erfolgte bis 2020 über die WM-Endrunde, ab 2024 über die UEFA Women’s Nations League.
| - 1996: nicht qualifiziert - 2000: nicht qualifiziert - 2004: nicht qualifiziert - 2008: nicht qualifiziert | - 2012: nicht qualifiziert - 2016: nicht qualifiziert - 2020: nicht qualifiziert - 2024: Keine Möglichkeit sich zu qualifizieren |

### Nations League
- 2023/24: Liga B2 – 2. Platz, Play-Off gegen Norwegen verloren
- 2025: Liga B4 – 4. Platz, Abstieg in Liga C für die Qualifikation zur WM 2027

### Zypern-Cup
2020 nahmen die Kroatinnen erstmals am Zypern-Cup teil und konnten das Turnier mit nur vier weiteren Teilnehmern gewinnen.

## Spiele gegen Nationalmannschaften deutschsprachiger Länder
Alle Ergebnisse aus kroatischer Sicht.

### Deutschland
| Datum              | Ort                       | Ergebnis | Anlass           |
| ------------------ | ------------------------- | -------- | ---------------- |
| 2. Juni 1994       | Zagreb                    | 0:7      | EM-Qualifikation |
| 21. September 1994 | Sindelfingen              | 0:8      | EM-Qualifikation |
| 30. Oktober 2013   | Frankfurt am Main         | 0:4      | WM-Qualifikation |
| 27. November 2013  | Osijek                    | 0:8      | WM-Qualifikation |
| 22. September 2015 | Velika Gorica             | 0:1      | EM-Qualifikation |
| 12. April 2016     | Osnabrück / Bremer Brücke | 0:2      | EM-Qualifikation |

### Schweiz
| Datum              | Ort        | Ergebnis | Anlass           |
| ------------------ | ---------- | -------- | ---------------- |
| 10. November 1993  | Winterthur | 2:1      | EM-Qualifikation |
| 4. Mai 1994        | Zagreb     | 1:1      | EM-Qualifikation |
| 7. September 1996  | Marly      | 2:3      | EM-Qualifikation |
| 28. September 1996 | Kutina     | 0:3      | EM-Qualifikation |
| 8. Oktober 2019    | Thun       | 0:2      | EM-Qualifikation |
| 18. September 2020 | Zaprešić   | 1:1      | EM-Qualifikation |
| 26. Oktober 2021   | Zürich     | 0:5      | WM-Qualifikation |
| 2. September 2022  |            |          | WM-Qualifikation |

### Österreich
| Datum              | Ort                   | Ergebnis | Anlass             |
| ------------------ | --------------------- | -------- | ------------------ |
| 28. Juni 1998      | Loipersdorf-Kitzladen | 0:1      | Freundschaftsspiel |
| 19. September 1998 | Čakovec               | 1:0      | Freundschaftsspiel |